# Oberreichenbach (Baviera)
Oberreichenbach è un comune tedesco di 1 220 abitanti, situato nel land della Baviera.